# Moussa Koné
Moussa Koné (Anyama, 12 febbraio 1990) è un ex calciatore ivoriano, di ruolo centrocampista.

## Caratteristiche tecniche
È un centrocampista versatile, che fa della forza fisica la sua caratteristica più importante. Nasce come centrocampista centrale, con la capacità di andare in rete con frequenza.

## Carriera

### Club

#### I prestiti
Tira i primi calci al pallone in Costa d'Avorio, il suo paese d'origine. Nell'estate del 2002 dopo il suo arrivo in Italia viene accolto dall'Ares Redona, società che aiuta la sua famiglia, accogliendolo nel suo settore giovanile, fornendogli i primi precetti tecnici, che lui apprende velocemente, crescendo in poco tempo a vista d'occhio; a tal punto da farsi notare da molti osservatori di società di Serie A. Non a caso l'anno dopo verrà ingaggiato dall'Atalanta che lo aggrega alle sue squadre giovanili. Dopo aver giocato con la Primavera atalantina, il 28 luglio 2010 passa in prestito al Foggia in Lega Pro Prima Divisione. Esordisce con i rossoneri il 22 agosto nella partita vinta in trasferta contro la Cavese. Sette giorni più tardi segna il suo primo gol da professionista nell'incontro perso per 2-3 contro la Lucchese. A fine campionato saranno 32 le presenze condite da 4 reti. A fine stagione il giocatore rientra all'Atalanta con la quale effettua il ritiro precampionato e il 19 agosto 2011 passa in prestito al Pescara dove ritrova il suo allenatore ai tempi di Foggia, Zdeněk Zeman.
Esordisce con la nuova maglia il 26 agosto nell'anticipo della prima giornata di campionato contro il Verona, subentrando nella ripresa a Marco Verratti.
La stagione successiva, dopo il rientro estivo a Bergamo, viene nuovamente ceduto in prestito in Serie B, questa volta al Varese, dove gioca 31 partite di campionato segnando 5 reti.

#### Ritorno all'Atalanta e prestito all'Avellino
Nella stagione 2013-2014 torna per fine prestito all'Atalanta, con cui il 25 agosto 2013 esordisce in Serie A giocando da titolare in Cagliari-Atalanta (2-1); si tratta inoltre della sua prima presenza in una partita di campionato con la formazione nerazzurra. Il 4 dicembre gioca da titolare nella partita del quarto turno di Coppa Italia vinta per 2-0 contro il Sassuolo, nella quale segna il suo primo gol assoluto con la maglia dell'Atalanta. Il 18 maggio 2014, nell'ultima giornata di campionato (Catania-Atalanta 2-1), realizza il suo primo gol in carriera in Serie A. Chiude la stagione con complessive 8 presenze in campionato e due presenze in Coppa Italia, per un totale di 10 presenze e 2 reti fra le varie competizioni.
Nella stagione 2014-2015 viene ceduto in prestito all'Avellino, squadra di Serie B. Realizza il suo primo gol con gli irpini il 3 maggio 2015 nel 3-2 contro la sua ex squadra, il Pescara.

#### Cesena
Il 10 luglio 2015 viene ceduto a titolo definitivo al Cesena. Fa il suo esordio in bianconero il 9 agosto 2015, in occasione del secondo turno di Coppa Italia contro il Lecce.

#### Frosinone
Il 17 gennaio 2018 passa al Frosinone dove firma un contratto fino al giugno 2021.
Dopo aver conquistato la promozione in massima serie con il Frosinone battendo il Palermo 2-0 nella finale dei Play-off di Serie B,partita in cui Koné fornisce l'assist per il definitivo 2-0 a Camillo Ciano, viene ceduto a titolo definitivo all'Erzurum BB.

### Nazionale
Dopo aver giocato nell'Under-23 ivoriana, ottiene la chiamata nell'estate 2011 dal CT François Zahoui venendo convocato con la nazionale ivoriana, per la partita amichevole contro Israele. Il 10 agosto 2011 fa il suo esordio in nazionale entrando al 46' al posto di Yaya Touré, dove segna anche una rete; la gara viene vinta dagli ivoriani per 4-3.

## Statistiche

### Presenze e reti nei club
Statistiche aggiornate al 21 ottobre 2018.
| Stagione        | Squadra         | Campionato      | Campionato | Campionato | Coppe nazionali | Coppe nazionali | Coppe nazionali | Coppe continentali | Coppe continentali | Coppe continentali | Altre coppe | Altre coppe | Altre coppe | Totale | Totale |
| Stagione        | Squadra         | Comp            | Pres       | Reti       | Comp            | Pres            | Reti            | Comp               | Pres               | Reti               | Comp        | Pres        | Reti        | Pres   | Reti   |
| --------------- | --------------- | --------------- | ---------- | ---------- | --------------- | --------------- | --------------- | ------------------ | ------------------ | ------------------ | ----------- | ----------- | ----------- | ------ | ------ |
| 2010-2011       | Foggia          | 1D              | 32         | 4          | CI-LP           | 6               | 1               | -                  | -                  | -                  | -           | -           | -           | 38     | 5      |
| 2011-2012       | Pescara         | B               | 30         | 3          | CI              | 0               | 0               | -                  | -                  | -                  | -           | -           | -           | 30     | 3      |
| ago. 2012       | Atalanta        | A               | 0          | 0          | CI              | 1               | 0               | -                  | -                  | -                  | -           | -           | -           | 1      | 0      |
| ago. 2012-2013  | Varese          | B               | 31         | 5          | CI              | 0               | 0               | -                  | -                  | -                  | -           | -           | -           | 31     | 5      |
| 2013-2014       | Atalanta        | A               | 8          | 1          | CI              | 2               | 1               | -                  | -                  | -                  | -           | -           | -           | 10     | 2      |
| Totale Atalanta | Totale Atalanta | Totale Atalanta | 8          | 1          |                 | 3               | 1               |                    | -                  | -                  |             | -           | -           | 11     | 2      |
| 2014-2015       | Avellino        | B               | 34+3       | 1+1        | CI              | 3               | 0               | -                  | -                  | -                  | -           | -           | -           | 40     | 2      |
| 2015-2016       | Cesena          | B               | 34+1       | 2          | CI              | 2               | 0               | -                  | -                  | -                  | -           | -           | -           | 37     | 2      |
| 2016-2017       | Cesena          | B               | 33         | 2          | CI              | 3               | 0               | -                  | -                  | -                  | -           | -           | -           | 36     | 2      |
| 2017-gen. 2018  | Cesena          | B               | 14         | 1          | CI              | 0               | 0               | -                  | -                  | -                  | -           | -           | -           | 14     | 1      |
| Totale Cesena   | Totale Cesena   | Totale Cesena   | 81+1       | 5          |                 | 5               | 0               |                    | -                  | -                  |             | -           | -           | 87     | 5      |
| gen.-giu. 2018  | Frosinone       | B               | 14+4       | 0          | CI              | -               | -               | -                  | -                  | -                  | -           | -           | -           | 18     | 0      |
| 2018-2019       | Erzurumspor FK  | SL              | 20         | 0          | TK              | 2               | 1               | -                  | -                  | -                  | -           | -           | -           | 22     | 1      |
| 2020            | Qızıljar        | PL              | 15         | 0          | -               | -               | -               | -                  | -                  | -                  | -           | -           | -           | 15     | 0      |
| Totale carriera | Totale carriera | Totale carriera | 263+8      | 20         |                 | 19              | 3               |                    | -                  | -                  |             | -           | -           | 289    | 23     |

### Cronologia presenze e reti in nazionale
| Cronologia completa delle presenze e delle reti in nazionale ― Costa d'Avorio | Cronologia completa delle presenze e delle reti in nazionale ― Costa d'Avorio | Cronologia completa delle presenze e delle reti in nazionale ― Costa d'Avorio | Cronologia completa delle presenze e delle reti in nazionale ― Costa d'Avorio | Cronologia completa delle presenze e delle reti in nazionale ― Costa d'Avorio | Cronologia completa delle presenze e delle reti in nazionale ― Costa d'Avorio | Cronologia completa delle presenze e delle reti in nazionale ― Costa d'Avorio | Cronologia completa delle presenze e delle reti in nazionale ― Costa d'Avorio |
| Data                                                                          | Città                                                                         | In casa                                                                       | Risultato                                                                     | Ospiti                                                                        | Competizione                                                                  | Reti                                                                          | Note                                                                          |
| ----------------------------------------------------------------------------- | ----------------------------------------------------------------------------- | ----------------------------------------------------------------------------- | ----------------------------------------------------------------------------- | ----------------------------------------------------------------------------- | ----------------------------------------------------------------------------- | ----------------------------------------------------------------------------- | ----------------------------------------------------------------------------- |
| 10-8-2011                                                                     | Ginevra                                                                       | Costa d'Avorio                                                                | 4 – 3                                                                         | Israele                                                                       | Amichevole                                                                    | 1                                                                             | 46’                                                                           |
| Totale                                                                        |                                                                               | Presenze                                                                      | 1                                                                             |                                                                               | Reti                                                                          | 1                                                                             |                                                                               |

## Palmarès

### Club

#### Competizioni nazionali
- Campionato italiano di Serie B: 1

Pescara: 2011-2012